# Mustela africana
La comadreja amazónica (Mustela africana) es una especie de  mamíferos carnívoros  de la familia Mustelidae subfamilia Mustelinae.

## Subespecies
Se conocen dos subespecies:
- Mustela africana africana Desmarest, 1818
- Mustela africana stolzmanni Taczanowski, 1881

## Distribución geográfica
El primer espécimen descrito estaba incorrectamente etiquetado como proveniente de África, y por ello recibió ese nombre científico. Sin embargo no se encuentra en África sino en la  cuenca del río Amazonas en Brasil,  Ecuador,  Perú, el sur de Colombia y Venezuela, y el norte de Bolivia.